# لوبه‌گلیتازون
لوبه‌گلیتازون (انگلیسی: Lobeglitazone) یک داروی ضد دیابت در دسته داروهای تیازولیدین دیون.  به عنوان آگونیست برای PPARα و PPARγ، با اتصال به گیرنده‌های PPAR در سلول‌های چربی و پاسخ‌دهی بیشتر سلول‌ها به انسولین، به‌عنوان یک حساس‌کننده انسولین عمل می‌کند.